# Michel Renggli
Michel Renggli (19 marzo 1980) è un ex calciatore svizzero, di ruolo centrocampista.
Detiene il record di presenze in Super League con 341 partite giocate.

## Palmarès

### Giocatore

#### Competizioni nazionali
- Coppa Svizzera: 1

Wil: 2003-2004

### Allenatore

#### Competizioni nazionali
- Promotion League: 1

Lucerna II: 2022-2023